# Didiévi
Didiévi es un departamento de la región de Bélier, Costa de Marfil. En mayo de 2014 tenía una población censada de 93 699 habitantes.
Se encuentra ubicado en el centro del país, a poca distancia al este de Yamusukro y del lago de Kossou.